# Рудник Fantoche
Рудник Fantoche — колишній гірничодобувний майданчик у Меланезії на острові Нова Каледонія (заморське володіння Франції).
Рудник ввела в дію у 1924 році компанія Société Chimique du Chrome, за якою стояли американські інвестори з Mutual and Chemical Co. Очікувалось, що з Fantoche буде можливо отримувати близько 1000 тонн руди на місяць, а станом на 1931 рік цей показник становив до 1500 тонн руди зі вмістом хрому 48 %.
Розробка велась підземним способом із використанням закладених на схилі гори штолень, що забезпечувало охоплення по вертикалі до одного кілометра. Джерело від 1930 року вказує на інсування 7 штолень, які забезпечували доступ до 31 рівня, крім того, з нижнього рівня була закладена «сліпа» шахта глибиною 81 метр, проходження якої зупинили за два метри вище від рівня моря. Інше джерело від 1931 року відзначає існування двох «сліпих» шахт глибиною по 40 метрів та наявність планів поширити роботи нижче рівня моря.
Видобута руда спершу транспортувалась на баржах на відстань 6 км через мілководну затоку, при цьому ще потрібно було чекати часу припливу. Далі руда перевантажувалась на кораблі для експорту до США.
Під завершення світової економічної кризи 1929—1933 років Société Chimique du Chrome зустрілась зі складнощами та істотно скоротила виробництво — з 21 тисячі тонн у 1930-му до 8 тисяч тонн у 1932-му (ці показники включають видобуток як з Fantoche, так і з другої належної компанії копальні «Альфа»). Втім, вже у 1933-му компанія відправила споживачам 15 тисяч тонн та на початку 1934-го активізувала роботи на Fantoche (при цьому саме на 1933 рік припало остаточне закриття «Альфа»).
Ще кілька років — до 1937-го — Société Chimique du Chrome вела успішну діяльність, після чого знову зустрілась зі складнощами. У 1939-му її видобуток становив уже лише 7 тисяч тонн.
Від 1948 року є звістка, що обладнання з Fantoche використали в діяльності компанії Societe Caledonienne de Chrome (мала рудники Chagrin та Франко).